# Kirste Paltto
Ritva Kirste (Kirsti) Paltto (* 11. Februar 1947 in Utsjoki, Finnland) ist eine finnisch-saamische Autorin, die hauptsächlich auf Nordsamisch veröffentlicht. Sie gilt als eine der vielseitigsten samischen Schriftstellerinnen.

## Leben
Kirste Paltto wurde von 1964 bis 1965 an der Inarin kristillinen kansanopisto, der christlichen Volkshochschule in Inari, und danach an einem Lehrerseminar in Raahe ausgebildet, wo sie 1971 den Abschluss als Lehrerin machte. Danach arbeitete sie bis 1972 als Grundschullehrerin in Vuotso, von 1972 bis 1974 in Simo und von 1974 bis 1975 in Utajärvi. Zwischen 1985 und 1986 war sie Samischlehrerin an der Mittelschule in Utsjoki und 1996 am Samischen Bildungszentrum.
Von 1986 bis 1991 war Paltto als Kolumnistin für die Zeitung Kaleva tätig. Von 1990 bis 1993 war sie leitende Künstlerin des regionalen Kunstförderzentrums der Provinz Lappland und von 1994 bis 2003 Direktorin des Theaters Rávgoš. Sie war Vorsitzende des samischen Schriftstellerverbandes (1979–1986), Vorsitzender des samischen Verlagsverbandes Gielas (1989–1997), Vorstandsmitglied der Finnisch-Ugrischen Literaturgesellschaft (fi. Suomalais-ugrilainen kirjallisuusseura, 1996–1997) und ist seit 1992 Vorstandssekretärin des Samischen Künstlerverbandes in Finnland.
Die Universität Lappland verlieh ihr die Ehrendoktorwürde in Sozialwissenschaften. Als Autorin und Künstlerin hat sie mehrere Preise gewonnen. 1986 wurde sie mit dem Roman Guhtos̀et dearvan min bohccot (dt. Fahrtwohl meine Rentiere) für den Finlandia-Preis nominiert. Ihre Kurzgeschichtensammlung Suoláduvvon (dt. Die Verlorenen) wurde 2002 für den Literaturpreis des Nordischen Rates nominiert, und 2017 wurde ihr Jugendroman Luohtojávrri oainnáhusat (dt. Die unheimliche Welt des Sees Luohtojávrri) für den Kinder- und Jugendliteraturpreis des Nordischen Rates nominiert.
Paltto lebt in Utsjoki. Rauna Kuokkanen, Professorin für Indigenous Studies, ist Kirste Palttos Tochter.

## Werk
Paltto greift in ihren Texten auf die samische Mythologie und Erzähltradition zurück. Ein Hauptthema in ihren Werken ist der Bruch zwischen der samischen und der finnischen Gesellschaft während des Übergangs von der traditionellen zu einer modernen Welt. Ihr Debüt gab sie 1971 mit der Kurzgeschichtensammlung Soagnu (dt. Vorschlag). Sie hat Lyrik, Kinder- und Jugendbücher, Kurzgeschichten, Romane und Theaterstücke geschrieben sowie Bücher ins Finnische und Nordsamische übersetzt.
Mehrere von Palttos Werken wurden ins Finnische, Deutsche, Norwegische, Englische und Inarisamische übersetzt.

## Veröffentlichungen (Auswahl)

### Kinder- und Jugendliteratur
- Vilges geađgi (Illustratorin Tuula Mukka), 1980
- Go Ráhkun bođii Skáhpenjárgii, 1982
- Golleozat. Sápmelaš álbmotmáidnasa vuođul (Illustratorin Merja Aletta Ranttila), 1984
- Dávggáš ja násti (Illustratorin Sigga-Marja Magga), 1988
- Divga (Illustrator Mika Launis), 1990
- Urbi, 1994
- Ája (Illustratorin Inghilda Tapio), 2007
- Ale fal muital, 2013
- Luohtojávrri oainnáhusat (Illustratorin Sunna Kitti), 2016
- Jođašeadddji násti, 2019

### Lyrik
- Riđđunjárga, 1979
- Beaivváža bajásdánsun, 1985
- Beštoriin, 1997

In Anthologie (auf Deutsch)
- Worte verschwinden / fliegen / zum blauen Licht : Samische Lyrik von Joik bis Rap. Übersetzt von Christine Schlosser. In: Johanna Domokos, Christine Schlosser, Michael Rießler (Hrsg.): Samica. Band 4. Albert-Ludwigs-Universität Freiburg, Freiburg 2019, ISBN 978-3-9816835-3-0, S. 196–205.

### Kurzgeschichten
- Soagŋu, 1971
- Risten, 1981
- Guovtteoaivvát nisu, 1992
- Suoláduvvon 2001

### Romane
- Guhtoset dearvan min bohccot, 1987
- Guržo luottat, 1991
  - dt. Zeichen der Zerstörung, übersetzt (aus der finnischen Übersetzung) von Regine Pirschel, 1997
- 256 golláža, 1992
- Násttit muohtagierragis, 2007
- Gávdnui guhkkin váris, 2015

### Weitere
- Saamelaiset, 1973 (Pamphlet auf Finnisch)
- Savvon. Sámi Girječálliid Searvvi antologiija, 1983 Saamelaiset (Anthologie samischer Literatur auf Nordsamisch, als Herausgeberin)

## Auszeichnungen
- 2001 Literaturpreis des Samenrates
- 2020 Literaturpreis des Samenrates